# Rebirth of Slick (Cool Like Dat)
"Rebirth of Slick (Cool Like Dat)" je pjesma glazbenog sastava Digable Planets. Objavljena je 1992. godine kao prvi singl s njihovog debitantskog albuma Reachin' (A New Refutation of Time and Space). Crno-bijeli glazbeni spot režirala je Morgan Lawley.
Pjesma je 6. ožujka 1993. godine dosegla 15. mjesto na top ljestvici Billboard Hot 100. Pjesma je postala njihov prvi i jedini singl koji se našao u Top 40. U isto vrijeme pjesma je na top ljestvici Hot Rap Singles zauzela prvo mjesto. Nedugo nakon toga, 16. ožujka 1993. godine, Udruženje diskografske industrije Amerike singlu je dodijelilo zlatnu certifikaciju za prodanih 500.000 primjeraka. Pjesma je osvojila nagradu Grammy za najbolju rap izvedbu dvojca ili grupe.
Neke dijelove pjesme koristio je E-40 za pjesmu "Yay Area" iz 2006. godine s albuma My Ghetto Report Card. Pjesma se također našla i u filmu Pisci slobode iz 2007. godine. Godine 2009. bila je pozadina za Tideovu reklamu, te se našla u osmoj epizodi serije Hindsight zajedno s pjesmom "The May 4th Movement". Godine 2015., pjesma se našla u HBO-ovoj miniseriji Pokaži mi junaka te u filmu Biti cool, kao i u Netflixovoj seriji Master of None.